# Велюнська Глина
45°13′ пн. ш. 15°36′ сх. д. / 45.22° пн. ш. 15.6° сх. д.
Велюнська Глина (хорв. Veljunska Glina) — населений пункт у Хорватії, у Карловацькій жупанії у складі міста Слунь.

## Населення
Населення за даними перепису 2011 року становило 17 осіб.
Динаміка чисельності населення поселення: